# وادي الكرم
وادي الكرم هي إحدى القرى اللبنانية من قرى قضاء المتن في محافظة جبل لبنان.
تعلو عن سطح البحر من ١١١٢م الى ١٢٣٠م.
تضم ابرز ثلاث عائلات هي:الهيبي، نكد و ابي عازار.
دير مار سمعان العامودي هو دير للايتام ومدرسة وكنيسة وهو المعلم الأساس في البلدة.
وادي الكرم مليئة بأحراج الصنوبر والبلّوط
وادي الكرم مزروعة بكروم العنب ما أعطاها اسمها. بالإضافة إلى العنب وادي للكرم مزروعة بالكرز والتفاح.
وادي الكرم مشهورة بأنتاج النبيذ والعرق من النوعيّة الفاخرة وهي تعطي لبنان بأجود أنوع النبيذ.